# Lophophelma niveata
Lophophelma niveata là một loài bướm đêm trong họ Geometridae.